# Olympische Sommerspiele 1952/Teilnehmer (Guatemala)
| Gelbes Symbol für Goldmedaillen mit stilisierten Olympischen Ringen | Graues Symbol für Silbermedaillen mit stilisierten Olympischen Ringen | Braundes Symbol für Bronzemedaillen mit stilisierten Olympischen Ringen |
| ------------------------------------------------------------------- | --------------------------------------------------------------------- | ----------------------------------------------------------------------- |
| —                                                                   | —                                                                     | —                                                                       |

Guatemala nahm an den Olympischen Sommerspielen 1952 in der finnischen Hauptstadt Helsinki mit 21 Sportlern, einer Frau und zwanzig Männern, teil.
Es war die erste Teilnahme Guatemalas bei Olympischen Sommerspielen.

## Teilnehmer nach Sportarten

### Fechten
Florett Einzel
- Eduardo López
Vorrunde, Gruppe 6: kein Sieg, sechs Niederlagen, 30 Treffer erhalten; Rang 7, nicht für die zweite Runde qualifiziert
- Rubén Soberón
Vorrunde, Gruppe 4: kein Sieg, sechs Niederlagen, 30 Treffer erhalten; Rang 7, nicht für die zweite Runde qualifiziert

Degen Einzel
- Antonio Chocano
Vorrunde, Gruppe 8: ein Sieg, sechs Niederlagen, 19 Treffer erhalten; Rang 7, nicht für die zweite Runde qualifiziert
- Eduardo López
Vorrunde, Gruppe 1: kein Sieg, sechs Niederlagen, 18 Treffer erhalten; Rang 8, nicht für die zweite Runde qualifiziert
- Rubén Soberón
Vorrunde, Gruppe 6: drei Siege, vier Niederlagen, 14 Treffer erhalten; Rang 6, nicht für die zweite Runde qualifiziert

Säbel Einzel
- Eduardo López
Vorrunde, Gruppe 6: ein Sieg, fünf Niederlagen, 17 Treffer erhalten; Rang 7, nicht für die zweite Runde qualifiziert

### Leichtathletik

#### Männer
100 m
- José Julio Barillas
Vorläufe: in Lauf 1 (Rang 7) mit 11,1 s (handgestoppt) bzw. 11,40 s (elektronisch) nicht für die Viertelfinalläufe qualifiziert

200 m
- José Julio Barillas
Vorläufe: in Lauf 15 (Rang 5) mit 22,7 s (handgestoppt) bzw. 22,88 s (elektronisch) nicht für die Viertelfinalläufe qualifiziert

400 m
- Jeremias Stokes
Vorläufe: in Lauf 8 (Rang 6) mit 53,6 s (handgestoppt) bzw. 53,81 s (elektronisch) nicht für die Viertelfinalläufe qualifiziert

800 m
- Víctorio Solares
Vorläufe: in Lauf 5 (Rang 7) mit 2:01,4 min nicht für die Halbfinalläufe qualifiziert

10.000 m
- Luis Velásquez
35:34,0 min (+6:17,0 min), Rang 31

 3000 m Hindernis
- Víctorio Solares
Vorläufe: Lauf 3 nicht beendet

Marathon
- Doroteo Flores
2:35:40,0 h (+12:36,8 min), Rang 22
- Luis Velásquez
Rennen nicht beendet

#### Frauen
100 m
- Graviola Ewing
Vorläufe: in Lauf 11 (Rang 4) mit 13,0 s (handgestoppt) bzw. 13,05 s (elektronisch) nicht für die Viertelfinalläufe qualifiziert

200 m
- Graviola Ewing
Vorläufe: in Lauf 4 (Rang 5) mit 26,9 s (handgestoppt) bzw. 27,02 s (elektronisch) nicht für die Halbfinalläufe qualifiziert

### Radsport
Bahnwettbewerbe
Sprint
- Gustavo Martínez
1. Runde: in Lauf 6 (Rang 4) für die Hoffnungsläufe qualifiziert
1. Runde, Hoffnungsläufe: in Lauf 3 nicht für die Viertelfinalläufe qualifiziert; Rang 26

1000 m Zeitfahren
- Gustavo Martínez
1:18,9 min (+7,8 s), Rang 24

4000 m Mannschaftsverfolgung
- Armando Castillo, Fernando Marroquín, Carlos Sandoval & Juan Montoya
5:38,0 min (+48,2 s), Rang 21

### Ringen
Griechisch-römischer Stil
Bantamgewicht (bis 57 kg)
- Oswaldo Johnston
1. Runde: Niederlage gegen Norbert Köhler aus dem Saarland
2. Runde: Niederlage gegen Per Persson aus Schweden
Rang 12

Federgewicht (bis 62 kg)
- Marco Antonio Giron
1. Runde: Niederlage gegen Imre Polyák aus Ungarn
2. Runde: Niederlage gegen Safi Taha aus dem Libanon
Rang 12

Leichtgewicht (bis 67 kg)
- Aristides Pérez
1. Runde: Niederlage gegen Franco Benedetti aus Italien
2. Runde: Niederlage gegen Zbigniew Szajewski aus Polen
Rang 14

### Schießen
Kleinkaliber liegend
- Alfredo Mury
387 Ringe (−13 Ringe), Rang 45
- José Gómez Paz
394 Ringe (−6 Ringe), Rang 30

Freie Scheibenpistole
- Francisco Sandoval
535 Ringe (−18 Ringe), Rang 9

Freies Gewehr Dreistellungskampf
- Alfredo Mury
885 Ringe (−238 Ringe), Rang 32

Schnellfeuerpistole
- José Gómez Paz
531 Ringe (−48 Ringe), Rang 32
- Francisco Sandoval
508 Ringe (−71 Ringe), Rang 49

### Schwimmen
100 m Freistil
- José Valdes
Vorläufe: in Lauf 9 (Rang 6) mit 1:04,5 min nicht für die Halbfinalläufe qualifiziert